# Matilde d'Angulema
Matilde d'Angulema fou una comtessa d'Angulema (nascuda vers 1175, morta en data desconeguda posterior a 1233). Era filla de Vulgrí III d'Angulema i Elisabet (filla d'Hug II d'Amboise, senyor d'Amboise).
A la mort del seu pare el 1181 Matilde era encara prou jove. Ricard Cor de Lleó es va declarar el seu tutor, però tanmateix els seus oncles (germans del seu pare), Guillem VI d'Angulema i Aimar Tallaferro, van disputar la successió i el primer va assolir la posició de comte. Matilde va conservar una part del comtat amb el suport de Ricard Cor de Lleó, duc aleshores d'Aquitània, retenint els seus drets a l'herència del comtat de la Marca, i es va casar al voltant de 1189/1190 amb Hug IX de Lusignan al que va aportar els drets de la Marca i Angulema. Mort Guillem VI d'Angulema (1186) sense fills el va succeir el seu germà Aimar Tallaferro.
El 1192, Ricard Cor de Lleó, ara rei d'Anglaterra (des de 1189) estava a les Croades, i Aimar va aprofitar per desposseir a Matilde d'Angulema de les possessions que conservava a Angulema, en quedar aquesta privada de la protecció de Ricard. Quan a més es va saber que Ricard havia estat fet presoner, Aimar va aprofitar per devastar les terres de la seva neboda; el senescal de Gascunya, l'únic que el podia aturar, estava malalt en aquell moment el que fou ben aprofitat per la host d'Aimar; però quan el senescal es va recuperar va marxar a la zona i va agafar revenja, i auxiliat per Sanç el Fort de Navarra, cunyat de Ricard, i per Guillem de Newbridge, va enfrontar a les forces d'Aimar sobre les que va aconseguir algunes victòries però davant les quals també va patir algunes derrotes. Jofré de Rançon, senyor de Taillebourg, un dels més poderosos aliats d'Aimar, va morir durant aquestes lluites deixant un buit considerable al bàndol del comte, però sense que la guerra s'acabés.
El 1194, Ricard, de retorn a Anglaterra, va anar a Aquitània amb un fort exèrcit, va assetjar Taillebourg, que va ocupar per un acord, i es va apoderar de totes les altres places que depenien del castell, passant llavors al Angumois. Aimar es va aliar al rei de França Felip August, que el va sostenir en la guerra, però Ricard Cor de Lleo va assetjar la ciutat d'Angulema que va haver de capitular després de sis hores de combat i d'un assalt sagnant, sense haver rebut els socors demanats al rei de França i que aquest havia compromès. Aimar va perdre de moment el comtat. En una carta de Ricard a Hubert, arquebisbe de Cantorbery, datada el 22 de juliol de 1194, el rei comunicava que havia fet presoners en la guerra a tres-cents cavallers i quaranta mil soldats; Felip August va restar durant la guerra inactiu doncs estava negociant una treva entre França i Anglaterra, la qual fou finalment acordada el 23 de juliol de 1194 entre Verneuil i Tillières, i Roger d'Hoveden. Aimar doncs va quedar a la generositat de Ricard. Sigui per acords secrets o per pressions franceses, Ricard va accedir a retornar el comtat a Aimar però va haver d'ajustar el compromís de la seva filla Isabel amb Hug, el fill d'Hug IX de Lusignan i Matilde d'Angulema (casats el 1189, el fill Hug hauria nascut vers 1190). Isabel era encara molt jove (6 anys) i fou entregada a la seva sogre Matilde per assegurar la promesa.
Però l'any 1200, quan el matrimoni d'Isabel i Hug estava proper (el noi tenia uns 10 anys i la noia 12), el rei Joan sense Terra, successor de Ricard, va obligar a Aimar, el pare d'Isabel, a entregar-li la filla (algunes fonts suggereixen que Joan la va segrestar per força), i si va casar de manera una mica precipitada i trencant el compromís de la noia amb Hug (futur Hug X), el fill d'Hug IX de Lusignan i de Matilde d'Angulema, l'hereva legitima del comtat; el motiu era evitar el trencament territorial entre Poitiers i Bordeus. Hauria estat llavors quan Hug IX i Matilde van rebre en compensació el comtat de la Marca, però el jove Hug va ressentir vivament aquesta afronta i junt amb el seu pare Hug IX, es va revoltar aliat a diversos parents i senyors fidels. Els Lusignan i els seus aliats van fer diverses incursions i algunes van arribar fins a la frontera de Normandia.
El rei Joan, per castigar els rebels, els va confiscar les terres i les va incorporar a la seva corona, però el rei francès Felip August, al que havien demanat ajut els Lusignan i altres senyors expropiats, va abraçar amb força el seu partit sent els inicis de la llarga guerra entre les dues monarquies que va acabar malament per Anglaterra.
Aimar tenia alguna reclamació per la Marca llemosina (comtat de la Marca), on el 1199 o el 1200 estava exercint autoritat, potser en benefici del seu gendre (en oposició a Hug IX de Lusignan), i expedia una carta o diploma per a alguns monjos d'Aubignac, però Hug IX i Matilde van conservar el comtat.
Aimar va morir el 16 de juny de 1202 i la seva filla i hereva Isabel d'Angulema, casada amb el rei anglès Joan sense Terra, va quedar retinguda a Anglaterra fins al 1217, sense poder exercir cap poder al comtat que va quedar en mans d'un lloctinent (Bartomeu de lo Puèi). Per la seva banda Matilde i Hug IX governaven a la Marca però les seves reclamacions sobre Angulema no podian imposar-se.
A la mort de Joan sense Terra el 1217, Isabel es va presentar al comtat, va reclamar els seus drets i no va trobar altra oposició que la de la seva tia Matilde i el seu marit Hug IX de Lusignan; però aquestos van arranjar el matrimoni d'Hug (X) de Lusignan (fill de Matilde i Hug IX) amb Isabel, tal com ja s'havia planificat molts anys abans (1194) però no s'havia executat per la intervenció de Joan sense Terra (1200); Hug IX va renunciar als seus dominis (1218) i va marxar a Terra Santa on va morir a Damiata el 1219. El matrimoni entre Hug X i Isabel es va celebrar el 1220. Matilde va renunciar tanmateix als seus drets en favor del seu fill i es va retirar; encara vivia el 1233.